# Kerstin Rehders
Kerstin Rehders, nach Heirat Kerstin Siering (* 18. November 1962 in Dormagen), ist eine ehemalige deutsche Ruderin.

## Sportliche Karriere
Kerstin Rehders ruderte für die Dormagener Rudergesellschaft Bayer. Beim Deutschen Meisterschaftsrudern siegte sie fünfmal im Vierer mit Steuerfrau: 1983, 1984, 1985, 1987 und 1988.
Rehders’ internationale Karriere begann bei den Junioren-Weltmeisterschaften 1979, als sie Vierte mit dem Achter wurde, ein Jahr später erreichte sie in der gleichen Bootsklasse den fünften Platz. Bei den Weltmeisterschaften 1983 in Duisburg wurde sie Siebte im Achter. Im Jahr darauf bei den Olympischen Spielen 1984 in Los Angeles erruderten Heike Neu, Sabine Hinkelmann, Kerstin Rehders, Angelika Beblo und Steuerfrau Heidrun Barth den sechsten Platz im Vierer. Alle Crewmitglieder ruderten auch im deutschen Achter, der ebenfalls den sechsten Platz belegte. Bei den Weltmeisterschaften 1987 belegte Rehders mit dem Achter den fünften Platz. 1988 bei den Olympischen Spielen in Seoul kam der deutsche Achter im Hoffnungslauf als Fünfter ins Ziel und nahm damit den siebten Platz in der Gesamtwertung ein.
Die 1,90 Meter große Kerstin Rehders befand sich 1984 noch in der Ausbildung zur Arzthelferin und lebte in Recklinghausen. Ihre 1991 geborene Tochter Constanze Siering nahm 2012 an den olympischen Ruderwettbewerben teil.